# 677년

## 연호
- 당(唐) 의봉(儀鳳) 2년

## 기년
- 당(唐) 고종(高宗) 28년
- 신라(新羅) 문무왕(文武王) 17년

## 사망
당나라(唐羅羅)의 무신(武臣) 글필하력(契苾何力)